# 扬乔·米克洛什

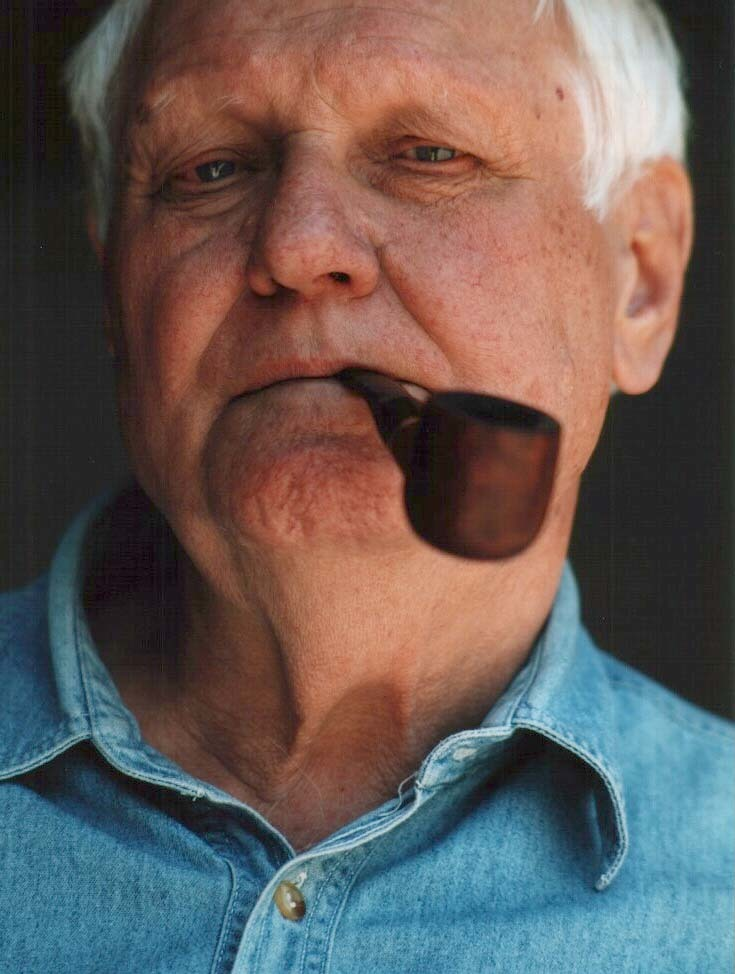
扬乔·米克洛什

扬乔·米克洛什（匈牙利語：Jancsó Miklós，1921年9月27日—2014年1月31日），匈牙利电影导演和编剧。他的作品主要拍摄于1960年代中期，包括《围捕》、《红军与白军》、《红色赞歌》等。
扬乔于2014年1月31日去世，享年92岁。